# Achrophyllum quadrifarium
Achrophyllum quadrifarium là một loài Rêu trong họ Hookeriaceae. Loài này được (Sm.) Vitt & Crosby mô tả khoa học đầu tiên năm 1972.